# Wilfried Meichtry

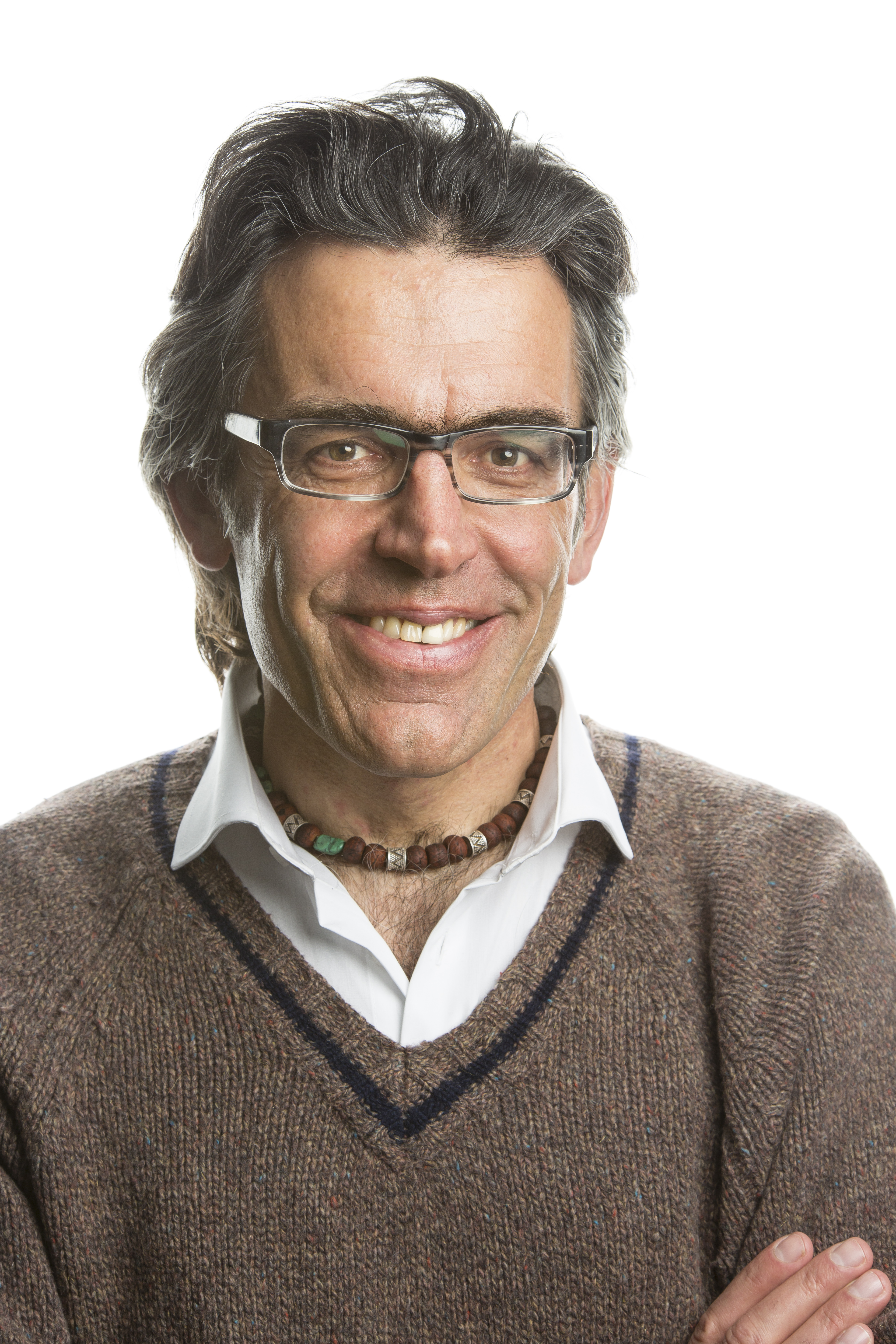
Wilfried Meichtry

Wilfried Meichtry (* 5. Februar 1965 in Leuk-Susten im Kanton Wallis) ist ein Schweizer Schriftsteller, Historiker und Drehbuchautor.

## Leben
Im Anschluss an die Lateinmatura am Kollegium Spiritus Sanctus in Brig (1985) studierte Wilfried Meichtry Germanistik und Geschichte an den Universitäten Freiburg i. Üe. und Bern. 1998 promovierte er mit der historischen Dissertation Zwischen Ancien Régime und Moderne: Die Walliser Adelsfamilie von Werra bei Beatrix Mesmer. Nach einigen Jahren als Gymnasiallehrer in Biel und Bern arbeitet er seit 2005 als freischaffender Historiker, Schriftsteller und Drehbuchautor.
Bekannt geworden ist Wilfried Meichtry mit seinen Büchern Du und ich – ewig eins. Die Geschichte der Geschwister von Werra (2001) und der Paarbiografie Verliebte Feinde. Iris und Peter von Roten (2007), die beide von Werner «Swiss» Schweizer für das Kino verfilmt wurden. Meichtrys Bücher basieren auf akribischer Recherche, die er anschliessend erzählerisch umsetzt.
Die Publizistin Klara Obermüller schrieb 2007 zur Paarbiografie Verliebte Feinde: «Wilfried Meichtrys Doppelbiografie Verliebte Feinde ist die blendend erzählte Geschichte zweier Menschen, die ihre Liebe zum Lebensentwurf machten. Der Autor schöpft aus einer Fülle des Wissens, ohne sich darin zu verlieren. Er kommt seinen Figuren sehr nahe, ohne sie je zu verraten. Es ist Meichtrys grosses Verdienst, Psychologie und Politik in diesem Doppelporträt zusammengeführt zu haben.»
Zur Mani-Matter-Biografie von 2013 schrieb Urs Hafner von der Neuen Zürcher Zeitung: «Wilfried Meichtry gestaltet mit beträchtlicher Sogwirkung ein prägnantes wie plausibles Bild von Mani Matter. Der Autor hat sich in den letzten Jahren als versierter Biograf etabliert, der nicht einfach ein Leben von der Wiege bis zur Bahre schildert, sondern sich ambitioniert filmischer Schnittechniken bedient und erzählerische Experimente riskiert.»
Über «Die Welt ist verkehrt, nicht wir. Katharina von Arx und Freddy Drilhon» schrieb Hannes Vollmuth 2015 in der «Süddeutschen Zeitung»: «Wie ein Drehbuchautor legt Meichtry beide Lebensfäden aus, die erst nach 200 Seiten tatsächlich verknüpft werden, an einem Strand auf Tonga. Dabei erzeugt der Autor das schöne Gefühl, Katharina von Arx und Freddy Drilhon würden sich unaufhaltsam aufeinander zubewegen. Wie man es aus gut gearbeiteten Thrillern kennt.»
2018 erschien die Verfilmung des Buchs über Katharina von Arx und Freddy Drilhon unter dem Titel «Bis ans Ende der Träume» – «Jusqu’au bout des rêves». Wilfried Meichtry schrieb das Drehbuch und übernahm zusammen mit Marcel Gisler die Regie des Films. Der Film hatte seine Premiere an den Solothurner Filmtagen, war für den Prix de Public nominiert und gewann den Schweizer Filmmusikpreis.
2023 veröffentlichte Wilfried Meichtry den Roman Nach oben sinken, der starke autobiografische Bezüge hat. Der Roman erzählt auf ebenso witzige wie berührende Weise von der Kindheit, Jugend und dem frühen Erwachsenenalter eines namenlosen Ich-Erzählers im engen und katholischen Wallis (1975–1990). Als der Jugendliche das alte Familiengeheimnis um einen spurlos verschwundenen Grossonkel entdeckt, beginnt eine spannende Recherche, die sein Leben verändern wird. Der Roman stiess auf grosse Resonanz und wurde positiv besprochen. Die Tagesschau des Fernsehens SRF schrieb dazu: «Meichtry gelingt mit ‹Nach oben sinken›, dank ansteckender Verträumtheit und Erzählfreude, ein überzeugendes Plädoyer fürs lebendige Erzählen und gegen das Totschweigen.»
2025 veröffentlichte Wilfried Meichtry den Dokumentarfilm «Ich war ein Anderer.» Gespräche mit dem Dichter Maurice Chappaz. Der Film ist eine Collage von Interviewsequenzen aus den Jahren 2002–2008. In diesen Jahren führte Wilfried Meichtry mehrere Gespräche mit dem Walliser Dichter Maurice Chappaz (1916–2009). Die Premiere des Films fand an den Solothurner Filmtagen 2025 statt.

## Werke

### Bücher
- Zwischen Ancien Régime und Moderne: Die Walliser Adelsfamilie von Werra, historische Dissertation an der Universität Bern bei Frau Prof. Dr. B. Mesmer, Visp 2001.
- Erinnern Sie sich: Leuk, Fotoband mit Texten, Visp 2002.
- Die Villa Favorite in Bern, kunsthistorischer Führer (zusammen mit Daniel Hagi), Bern 2005.
- Du und ich – ewig eins. Die Geschichte der Geschwister von Werra, dokumentarische Erzählung, Eichborn Verlag, Frankfurt am Main 2001; Neuauflage im Ammann Verlag, Zürich 2006.
- Der Dorffotograf Arnold Zwahlen, Herausgeber und Autor, Fotoband mit Texten, Benteli Verlag, Bern-Wabern 2006.
- Margrit und Ernst Baumann: Die Welt sehen, Herausgeber und Autor, Fotoband mit Texten, Scheidegger und Spiess, Zürich 2010.
- Hexenplatz und Mörderstein. Die Geschichten aus dem magischen Pfynwald, Erzählungen, Nagel und Kimche, Zürich 2010.
- Mani Matter 1936–1972, Katalog zur gleichnamigen Ausstellung im Schweizerischen Nationalmuseum, Zürich 2011.
- Mani Matter, literarische Biografie, Nagel & Kimche, Zürich 2013.
- Verliebte Feinde. Iris und Peter von Roten, Literarische Biografie, Ammann Verlag, Zürich 2007 / Neuauflage Nagel & Kimche, Zürich 2012 / Französische Übersetzung Amours ennemies. Iris et Peter von Roten, Edition Monographic, Sierre 2014.
- Die Welt ist verkehrt – nicht wir. Katharina von Arx und Freddy Drilhon, Nagel und Kimche, Zürich 2015.
- Von der Schuhcreme zum flüssigen Werkzeug. Die Blaser Swisslube AG – ein Familienunternehmen aus Hasle-Rüegsau. Eine Firmengeschichte. Stämpfli Verlag, Bern 2016.
- Nach oben sinken. Roman,  Nagel & Kimche, Zürich 2023, ISBN 978-3-312-01285-5.

### Filmografie
- Co-Autor des Kino-Dokumentarfilms Von Werra, 2002; Regie: Werner Schweizer; ausgestrahlt im Kino in der Schweiz und Deutschland sowie im Fernsehen.
- Drehbuchautor des Kinofilms Verliebte Feinde, 2013; Regie: Werner Schweizer; nominiert für den Schweizer Filmpreis 2013.
- Teilnehmer der Drehbuchwerkstatt München-Zürich an der Filmschule München, 2014–2015.
- Leitung der Drehbuchgruppe beim Schulfilm Der Tag ist noch fern, Gymnasium Muristalden, 2014. Regie: Katharina Ramser, Roman Droux; ausgestrahlt im Schweizer Fernsehen 2015.
- Drehbuch und Regie der Kino-Dokufiktion Bis ans Ende der Träume; Produktion: DokLab Bern, 2018[6]; Winner Suisa Schweizer Filmmusikpreis 2017, Nomination Dok. Deutsch 33. Dok.Fest München 2018; Nomination Prix du Public Solothurner Filmtage 2018.
- Autor des Dokfilms «J’étais un autre. Ich war ein Anderer». Gespräche mit Maurice Chappaz. Dokfilm (deutsch-französisch), 2025. Premiere an den Solothurner Filmtagen 2025.

### Ausstellungen
- Wendezeiten. Die Barone von Werra im 19. und 20. Jahrhundert. Sonderausstellung des Kantonalen Museum für Geschichte, Sitten 2002.
- Arnold Zwahlen, Dorffotograf von Leuk, Fotografische Ausstellung in Leuk, 2002.
- Der Dorffotograf. Das Werk des Arnold Zwahlen, Mediathek Martigny, 2007–2008.
- Leidenschaft und Widerspruch. Iris und Peter von Roten, Wanderausstellung gezeigt in Basel, St.Gallen und Brig, 2007–2009.
- Mani Matter 1936–1972, Schweizerisches Nationalmuseum Zürich 2011–2012.

## Preise und Stipendien
- 2002: Kulturförderpreis des Kantons Wallis.
- 2003: Filmpreis des Kantons Zürich für den Kino-Dokfilm von Werra.
- 2003: Dreijähriges Stipendium des Schweizerischen Nationalfonds für das Buchprojekt Iris und Peter von Roten.
- 2007: Buchpreis des Kantons Bern für die literarische Biographie Verliebte Feinde. Iris und Peter von Roten.
- 2010: Rünzi-Preis des Kantons Wallis für das schriftstellerische Werk.
- 2011: Auslandstipendium in Paris des Kantons Bern.
- 2014: Drehbuchpreis für Verliebte Feinde der Zürcher Filmstiftung.
- 2014: Stipendium Drehbuchwerkstatt München, Hochschule für Film und Fernsehen, München 2014–2015.
- 2015: Script Talent-Preis der Drehbuchwerkstatt München für das Drehbuch Das falsche Leben.
- 2018: Schreibstipendium des Kantons Bern für das Romanprojekt Jean Donazzolo.
- 2018: Werkbeitrag des Kanton Wallis
- 2019: Sechsmonatiges Auslandstipendium in London der Schweizer Kulturstiftung Landis und Gyr.